# 奇跡の人 (2016年のテレビドラマ)
『奇跡の人』（きせきのひと）は、NHK BSプレミアムのプレミアムドラマ枠で2016年4月24日から6月12日まで放送された日本のテレビドラマ。全8話。平成28年度（第71回）文化庁芸術祭賞テレビ・ドラマ部門大賞、第33回（2016年）ATP賞テレビグランプリ最優秀賞（ドラマ部門）受賞作。
岡田惠和によるオリジナル脚本、本作が連続ドラマ初主演となる峯田和伸（銀杏BOYZ）の主演により、ウィリアム・ギブスンの戯曲『奇跡の人』のヘレン・ケラーとその家庭教師アン・サリバンをモデルに、舞台を現代日本に変更した上でサリバン先生を男性に変えラブストーリーを主軸に据えるなど大胆に翻案を行っている。
また、主人公がヘレン・ケラーの伝記を読んで感動するシーンも描かれている。
盲ろう者を扱う作品であるため解説放送を実施した。

## あらすじ
三十代終盤の主人公・亀持一択は、仕事も恋愛にも不器用な男。偶然に出会った元ヤンキー女性・鶴里花に恋をする。
花には、目と耳に障害がある7歳の娘・海がおり、夫・正志は数年前に行方不明になったまま。
海は、食事の時にスプーンを使えず、物に名前があることも知らない。そんな母娘は、住む家にさえ困る状態だった。
一択は、それまでの怠惰な日常を改め、アパートの大家・風子らの助けを受けながら、花と海のために不器用な努力を始めるのだった。しかし、花の夫・正志が現れて・・・。

## 登場人物
亀持 一択
演 - 峯田和伸
山形県出身。小学生のころから要領が悪く中学高校と覇気のない青春時代を送る。唯一の友はロック音楽。上京しミュージシャンを目指すも、成功することも女性にもてることもなく三十代終盤になってしまった。
鶴里 花
演 - 麻生久美子
社会に反抗的な青春時代を過ごした花は、いわゆる元ヤンキー。数年前に夫の正志が突然姿を消すも、それでも正志の祖母・咲の面倒を見ながら、目と耳に障害のある娘・海を懸命に育てている。
鶴里 海
演 - 住田萌乃
生まれたときから目と耳に障害があり、7歳になった今も話すことができない。物に名前があることも知らず、自分の気持ちを表現する術を持たない海だが、一択との触れ合いを通じて微妙な変化が現れる。
福地 正
演 - 浅香航大
官僚を目指す大学生。福祉行政に詳しく「フクシくん」と呼ばれるが、どことなく上から目線で鼻もちならない。自分に批判的な佳代にいら立っている。
佳代
演 - 中村ゆりか
絵画を学ぶ美大生。ほとんど人づきあいをせず創作に打ち込んでいるらしいが、いつまでも作品が出来上がらない。何かと「フクシくん」の言動が気になってケンカしてしまう。
鶴里 咲
演 - 喜多道枝
花の夫・正志の祖母。足を悪くしている。
馬場 三太
演 - 勝地涼
一択が唯一、心を許せる飲み友だち。「腐った世界と戦うために何をなすべきか？」をいつも自問している自称詩人だが、この９年間まったく詩を書きあげたことはない。
鶴里 正志
演 - 山内圭哉
花が初めて恋に落ちた男。怖いもの知らずの暴れん坊。わが子の障害をなんとかしようと躍起になるが、ある日突然家を出て帰って来なくなった。
八袋さん
演 - 光石研
戸倉アパートの古株。極度の人見知りのため、誰も彼のことは詳しく知らない。
実は繁華街で靴磨きの仕事をしているらしい。
ばあちゃん（亀持 岩）
演 - 白石加代子
高校を卒業しても実家でブラブラしている孫・一択の将来を案じ、「一生に一度でいいから、人の役に立つことをしろ」と無理やり東京に放り出した。
都倉 風子
演 - 宮本信子
都倉アパートの大家。「大家と言えば親も同然、店子と言えば子も同然」が口癖。住人たちにとっては厳しくも優しい母親的な存在であり、一択にさまざまな教えを説く。
花と海の手助けをしたいと立ち上がった一択の心意気には感銘を受け、家を追い出された花親子をアパートに迎え入れた。

## スタッフ
- 作 - 岡田惠和
- 音楽 - 井筒昭雄
- 題字 - 峯田和伸
- 制作統括 - 後藤高久（NHKコンテンツ開発センター）、河野英裕（AXON）
- プロデューサー - 大倉寛子（AXON）
- 演出 - 狩山俊輔、田部井稔（AXON）
- 制作・著作 - NHK、AXON

## 放送日程
| 各話   | 放送日  | ラテ欄 | 演出     |
| ------ | ------- | ------ | -------- |
| 第1話  | 4月24日 |        | 狩山俊輔 |
| 第2話  | 5月01日 |        | 狩山俊輔 |
| 第3話  | 5月08日 |        | 狩山俊輔 |
| 第4話  | 5月15日 |        | 狩山俊輔 |
| 第5話  | 5月22日 |        | 田部井稔 |
| 第6話  | 5月29日 |        | 狩山俊輔 |
| 第7話  | 6月05日 |        | 狩山俊輔 |
| 最終話 | 6月12日 |        | 狩山俊輔 |

総合テレビ
2017年3月5・12・19日未明（4・11・18日深夜）に地上波初回放送となる再放送を実施。
- 3月5日　第1・2話（0:50から2話連続）
- 3月12日　第3・4・5話（0:50から3話連続）
- 3月19日　第6・7・8話（0:05から3話連続）

## 評価
平成28年度（第71回）文化庁芸術祭賞の受賞理由は、以下の通り。
ヘレン・ケラーとサリバン先生の有名な物語をモチーフに、しかしそれとは似て非なる現代版「奇跡の人」を見事に作り上げた。岡田惠和の大胆だが繊細な脚本、狩山俊輔の遊び心たっぷりの演出、主演の峯田和伸や脇を固める俳優陣の好演が光り、娯楽性とメッセージ性を兼ね備えた傑作ドラマに仕上がった。盲ろうの少女が世界を発見していく奇跡は、私たちがこの世界を、人生を再発見していく奇跡でもある。

### 受賞歴
- 平成28年度（第71回）文化庁芸術祭賞 - テレビ・ドラマ部門・大賞 [4][5]
- 第33回（2016年）ATP賞 - 最優秀賞（ドラマ部門）

## 関連商品
- 奇跡の人 DVD-BOX（2016年10月26日、バップ）[6]
  - 初回限定盤には、エンディング・テーマの銀杏BOYZ「骨」のフルバージョンが収録。